# Donald Robinson
Donald Robinson, conocido como Donny Robinson (Napa, 17 de junio de 1983), es un deportista estadounidense que compitió en ciclismo en la modalidad de BMX.
Participó en los Juegos Olímpicos de Pekín 2008, obteniendo una medalla de bronce en la carrera masculina. Ganó dos medallas de oro en el Campeonato Mundial de Ciclismo BMX, en los años 2006 y 2009.

## Palmarés internacional
| Juegos Olímpicos   | Juegos Olímpicos     | Juegos Olímpicos  | Juegos Olímpicos |
| Año                | Lugar                | Medalla           | Competición      |
| ------------------ | -------------------- | ----------------- | ---------------- |
| 2008               | Pekín (China)        | Medalla de bronce | Carrera          |
| Campeonato Mundial |                      |                   |                  |
| Año                | Lugar                | Medalla           | Competición      |
| 2006               | São Paulo (Brasil)   | Medalla de oro    | Cruiser          |
| 2009               | Adelaida (Australia) | Medalla de oro    | Carrera          |